# ۱۲۶ (عدد)

عدد 126

۱۲۶(صد و بیست و شش) یک عدد طبیعی است که بعد از ۱۲۵ و قبل از ۱۲۷ قرار دارد.